# 高田 (長野市)
高田（たかだ）は、長野県長野市の市街地東部郊外に広がる地域（大字）。
全域が長野市役所古牧支所の管内である。
町名整理により大字高田から分かれた北条町・南高田一・二丁目についても本項で扱う。居町については、鶴賀 (長野市)#居町を参照。

## 概要
地域北部を国道19号、地域南部を長野県道58号長野須坂インター線（エムウェーブ大通り）が東西に横切り、東寄りを国道18号が南北に走る道路交通の要衝である。
慶長末期に裾花川の瀬替えが行われるまでは裾花川は当地域を横切っており、地名からも分かるように古くは平坦な田園地帯であった。しかし長野市街地までバス・車で10分程度という好立地で、戦後急速に宅地化が進んだ。現在では南東部の緑ヶ丘小学校付近を除いて、ほぼ全域が住宅地である。
地区内の人口及び世帯数は以下の通り（令和5年3月1日現在）。
|                                       | 世帯数    | 人口     |
| ------------------------------------- | --------- | -------- |
| 大字高田（北条） ・北条町             | 844世帯   | 1,828人  |
| 大字高田（中村）                      | 552世帯   | 1,129人  |
| 大字高田（川端）                      | 1015世帯  | 2,247人  |
| 大字高田（五分一）                    | 930世帯   | 2,049人  |
| 大字高田（上高田）                    | 1,328世帯 | 2,980人  |
| 大字高田（南高田） ・南高田一〜二丁目 | 1,396世帯 | 3,362人  |
|                                       |           |          |
| 計                                    | 6,035世帯 | 13,595人 |

### 沿革
大字高田、北条町、南高田一・二丁目の範囲は、概ね1876年（明治9年）時点の水内郡高田村の範囲に相当する。
旧高田村〜古牧村の歴史
- 江戸時代 - 前身の北高田村・上高田村・下高田村は、松代藩領であった
- 1674年（延宝2年） - 下高田村（南高田村）で二斗八升騒動（二斗八騒動＝年貢取り立てに関する直訴事件）が起き、首謀者・助弥らが処刑される
- 1873年（明治6年） - 北高田村（現 大字高田中村）に、日知学校（長野市立古牧小学校の前身の一）が開校
- 1876年（明治9年）5月30日 - 水内郡北高田村・上高田村・下高田村が合併し、水内郡高田村となる
- 1879年（明治12年）1月4日 - 郡区町村編制法施行。水内郡が上水内郡と下水内郡とに分割され、上水内郡高田村となる
- 1889年（明治22年）4月1日 - 市町村制施行。上水内郡高田村、同郡平林村・西和田村・東和田村・西尾張部村・南長池村と合併、同郡三輪村荒屋区を編入し、上水内郡古牧村となる
- 1923年（大正12年）7月1日 - 上水内郡古牧村、同郡吉田町・芹田村・三輪村とともに長野市に編入。旧高田村域は、大字高田となる

長野市高田の歴史
- 1937年（昭和12年）4月15日 - 大字高田川端に、長野市立実科高等女学校（長野市立高等学校を経て長野市立長野高等学校の前身の一）が西後町から移転。のち、1968年（昭和43年）に長野市立皐月高等学校として徳間に転出
- 1937年（昭和12年）4月16日 - 大字高田川端の長野市立実科高等女学校内に、川端尋常高等小学校（長野市立櫻ヶ岡中学校の前身の一）が開校
- 1937年（昭和12年）5月24日 - 町名整理
  - 大字鶴賀・大字高田の各一部を分け、居町が発足
  - 大字高田の一部を分け、北条町が発足
- 1955年（昭和30年）4月1日 - 大字高田南高田に、長野市立三陽中学校が新設開校
- 1963年（昭和38年）4月1日 - 大字高田川端の長野市立高等学校内に、長野市立第二高等学校（長野市立皐月高等学校を経て長野市立長野高等学校の前身の一）が開校。翌年徳間に新築移転
- 1966年（昭和41年）9月 - 国道18号長野バイパス開通。高田地区を縦断する
- 1968年（昭和43年）4月1日 - 大字高田川端の長野市立高等学校跡に、川端中学校・南部中学校を統合し長野市立櫻ヶ岡中学校が開校
- 1975年（昭和50年）5月1日 - 大字高田五分一に、三重公園がモデル公園として開園
- 1983年（昭和58年）3月15日 - 町名整理
  - 大字高田の一部を分け、南高田一・二丁目が発足
  - 大字西尾張部・大字高田の各一部を分け、若宮一・二丁目が発足
- 1992年（平成4年）4月1日 - 大字高田南高田に、長野市立緑ヶ丘小学校が新設開校
- 1998年（平成10年）1月25日 - 大字高田南高田に、長崎屋長野店が北石堂町から移転。のち2010年（平成22年）2月20日、MEGAドン・キホーテ長野店に転換

## 北条町
北条町（きたじょうまち）は、高田地区北西部の町。郵便番号は381-0035。
町の南端を国道19号が東西に通過し、北西の端をしなの鉄道北しなの線・北陸新幹線が通過している。周囲は以下の大字・町丁と接する。
地区全域が住宅地である。

### 交通

#### 路線バス
国道19号上にアルピコ交通（川中島バス）の中村停留所があり、以下の路線系統が利用できる。
- アルピコ交通（川中島バス）
  - 45 長野駅 - 市役所前 - 北屋島
  - 104 長野バスターミナル ← 県庁前 ← 市役所前 ← 北屋島

### 施設
- 信陽食品 本社・工場

## 高田（大字）
高田（たかだ）は、長野市街地の東郊外にある地区（大字）。郵便番号は381-0034。
地区の北部を北八幡川、南部を南八幡川が流れる。北部を国道19号・南部を長野県道58号長野須坂インター線（エムウェーブ大通り）が横断し、東寄りを国道18号が縦走する。周囲は以下の大字・町丁と接する。

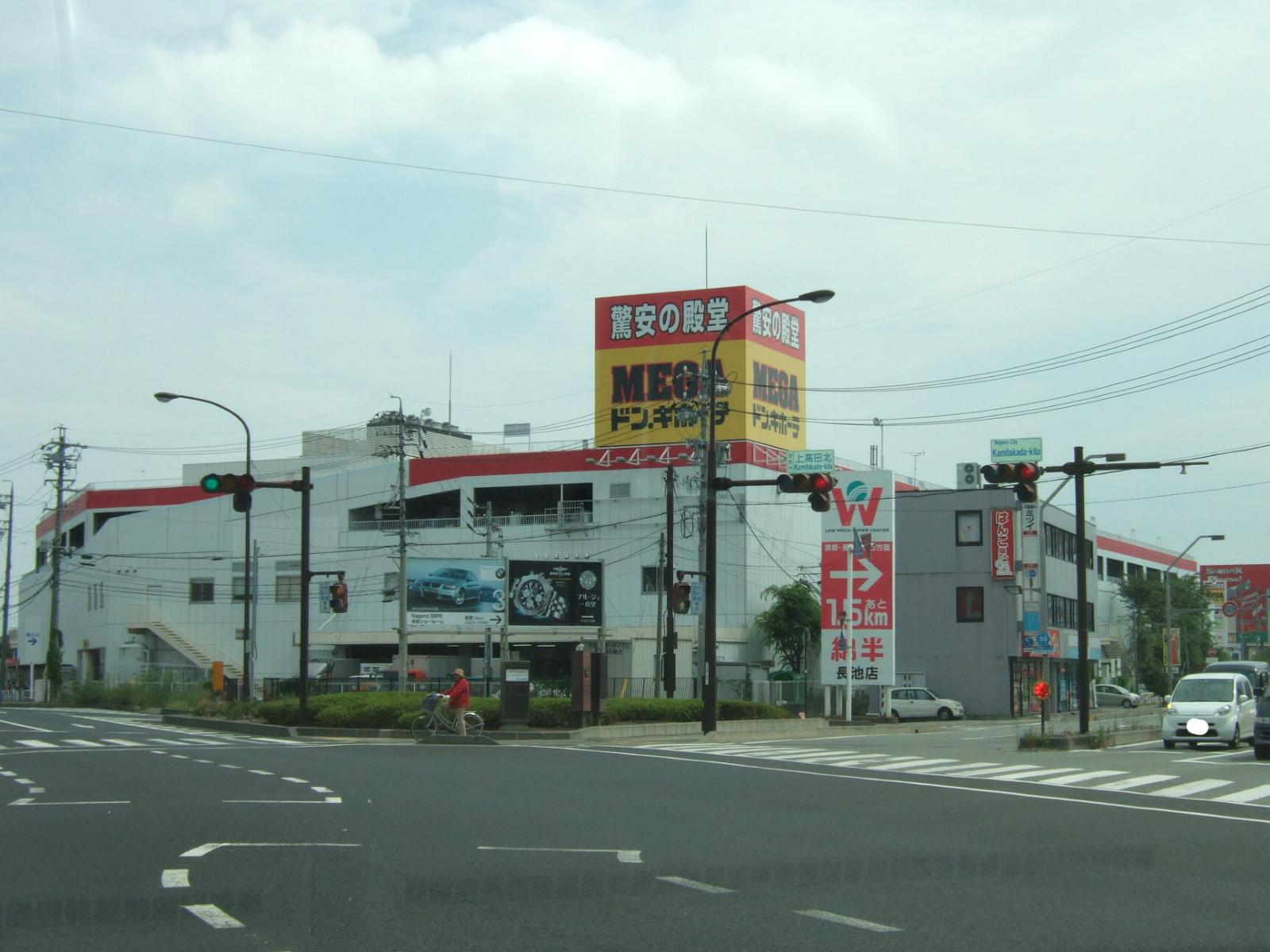
上高田のMEGAドン・キホーテ長野店（旧長崎屋長野店）

地区内は概ね住宅地で占められるが、区画整理は行われておらず田の区割りが残る。
幹線道路4本が交差する地区であり、長野市の自動車交通の要衝となっている。特に地区北東にある西尾張部交差点は国道18号と国道19号（終点）とが交差するため、渋滞が多発しており、PI方式による改良が行われた。また国道18号と県道58号（エムウェーブ大通り）が交差する上高田北交差点周辺には大型店が軒を連ねており、買い物客の車で込み合う。

### 交通

#### 路線バス
国道19号を走るアルピコ交通（川中島バス）の以下の路線系統が利用できる。
- アルピコ交通（川中島バス）
  - 45 長野駅 - 市役所前 - 北屋島
  - 104 長野バスターミナル ← 県庁前 ← 市役所前 ← 北屋島

長野県道58号長野須坂インター線（エムウェーブ大通り）を走る長電バスの以下の路線系統が利用できる。
- 長電バス
  - 82B 長野駅 - 屋島 - 綿内駅
  - 82 長野駅 - 屋島 - 須坂駅
  - 高速バス 長野 - 新潟線（高田停留所）

### 施設

#### 北条
- CoCo壱番屋 長野高田店

#### 中村

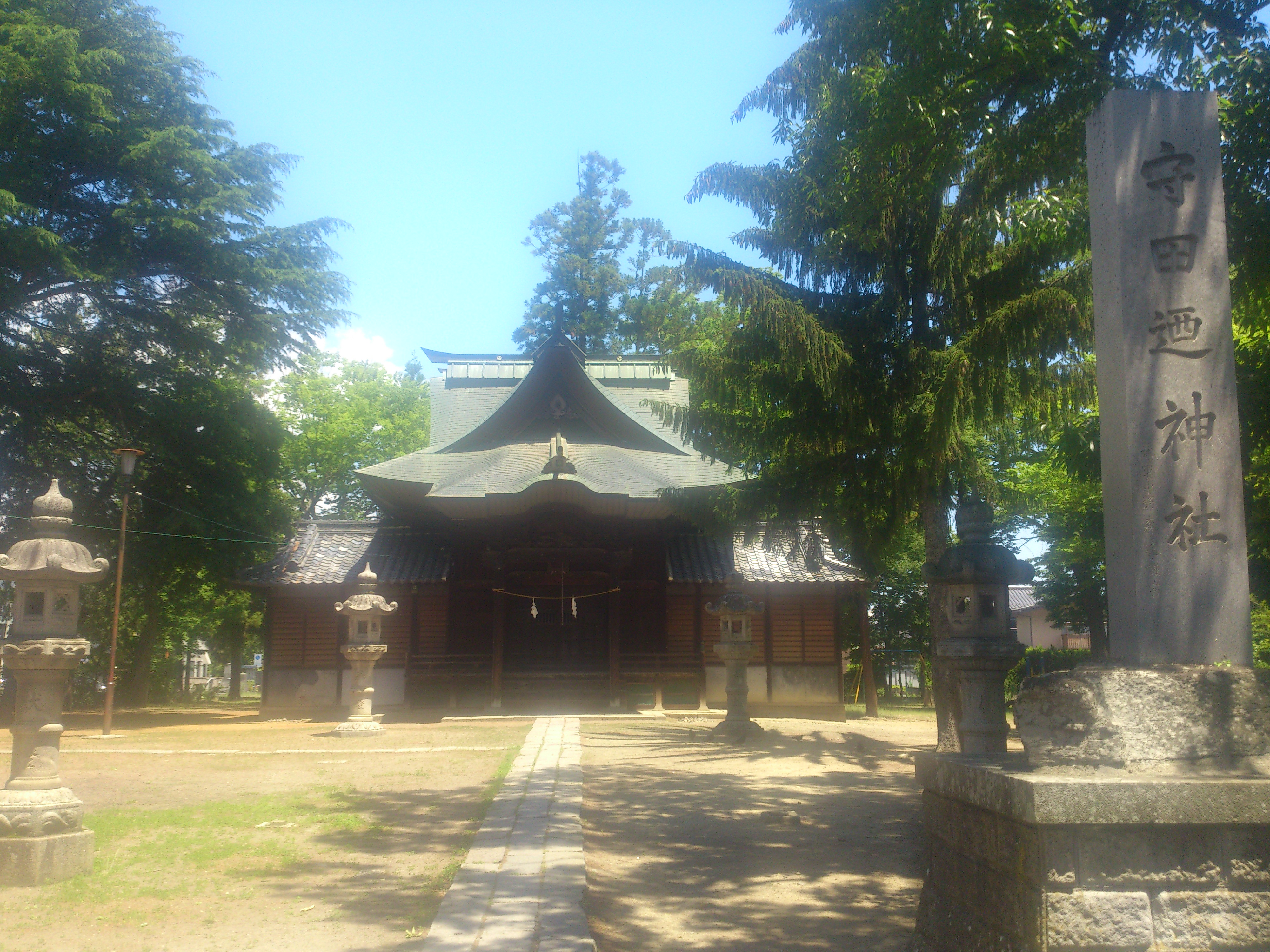
式内社・守田迺神社

- 西友 高田店
- 守田迺神社
- ガスト 長野古牧店
- 長野県タクシー協会

#### 川端
- 長野市立櫻ヶ岡中学校
- パリミキ 新高田店
- 川端天神社

#### 五分一

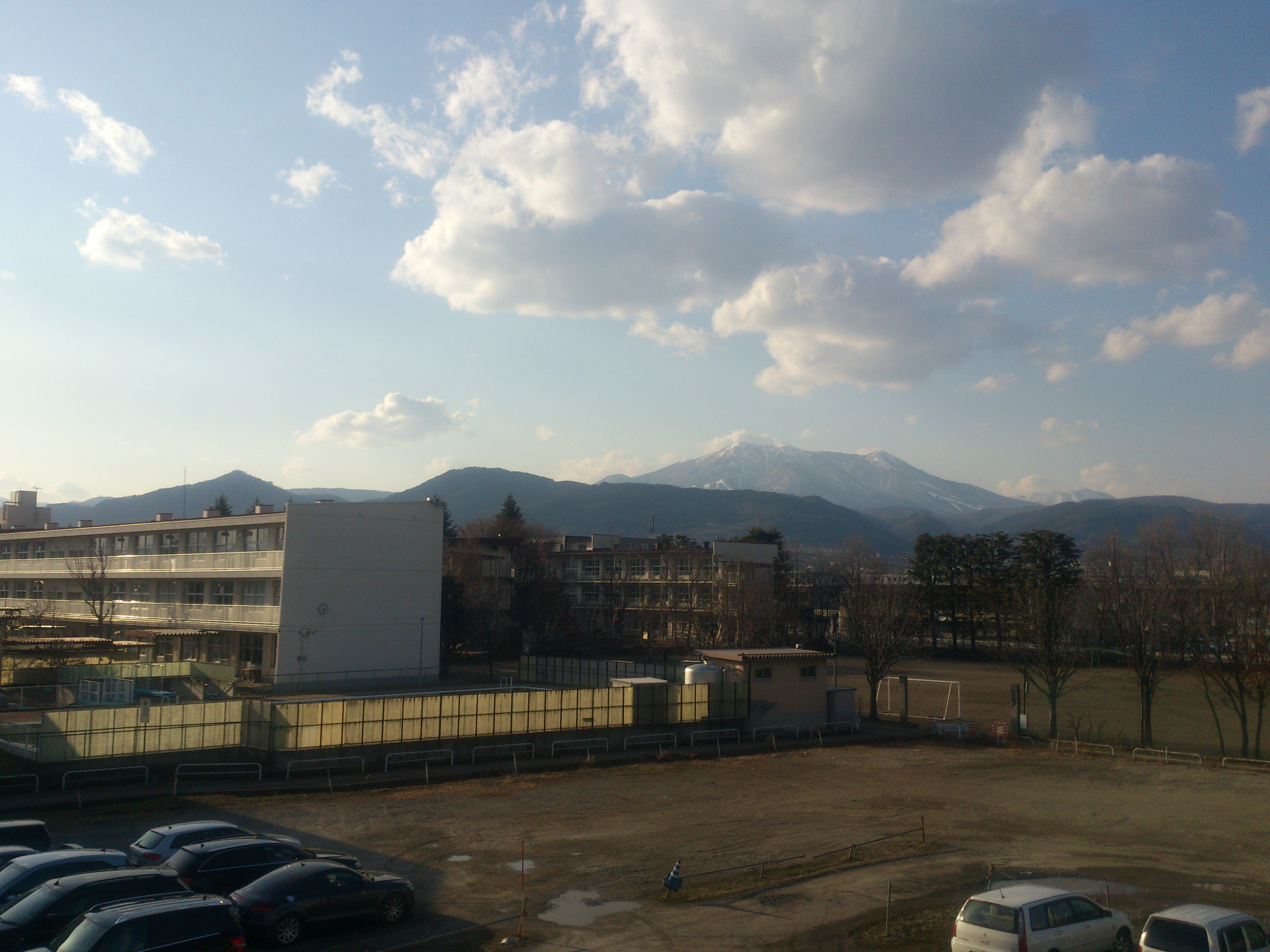
長野市立古牧小学校

- 長野県信用組合 古牧支店
- カクイチ 長野営業所
- カーテンDO! 長野店
- 長野市営古牧体育館
- 長野市立古牧小学校
- JAF 長野支部

#### 上高田
- 南向塚古墳芋井神社くら寿司 長野高田店
- 快活CLUB 長野高田店
- びっくりドンキー 長野高田店
- 韓丼 長野高田店
- ステーキのあすか
- ニトリ 長野店
- 眼鏡市場 長野高田店

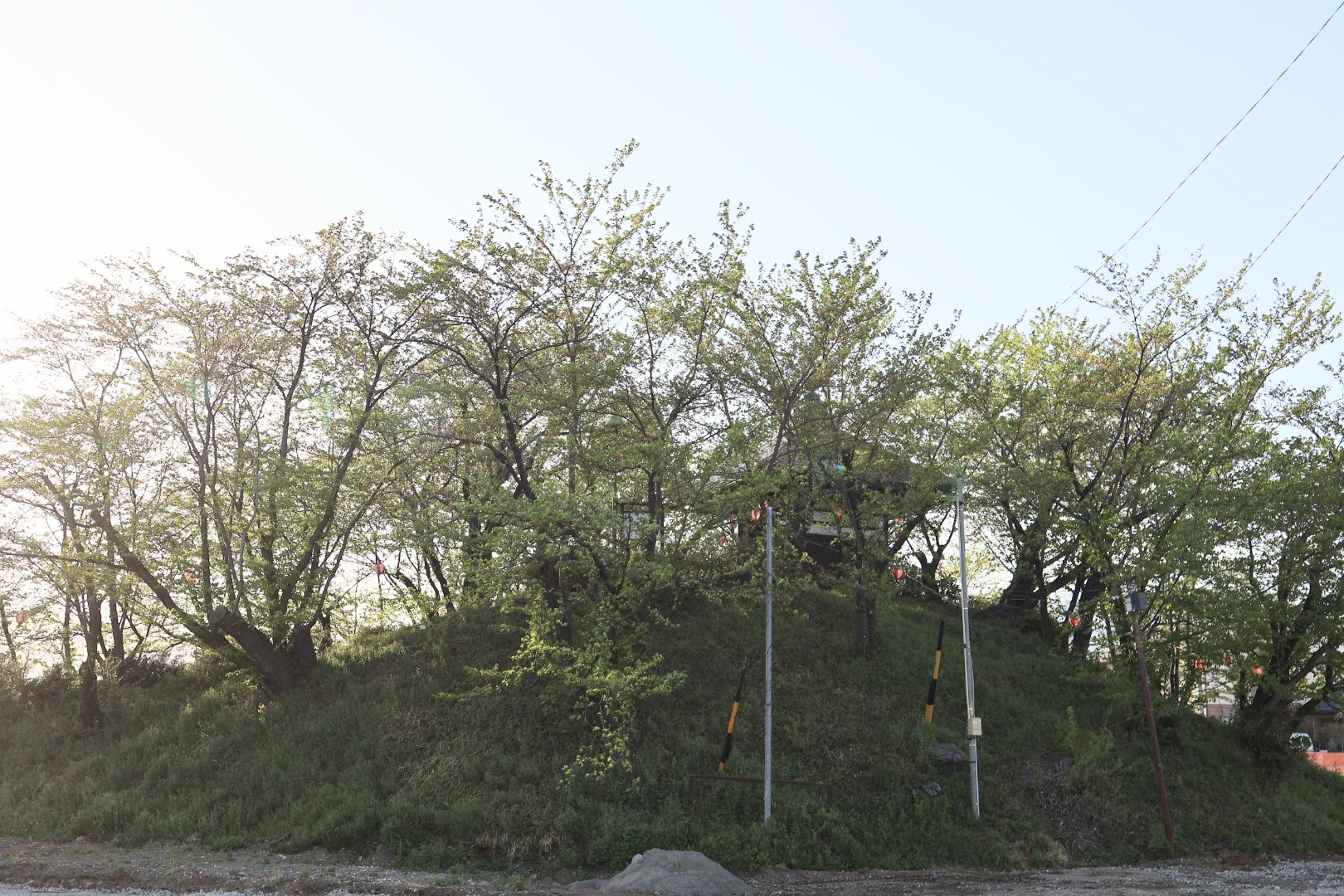
南向塚古墳

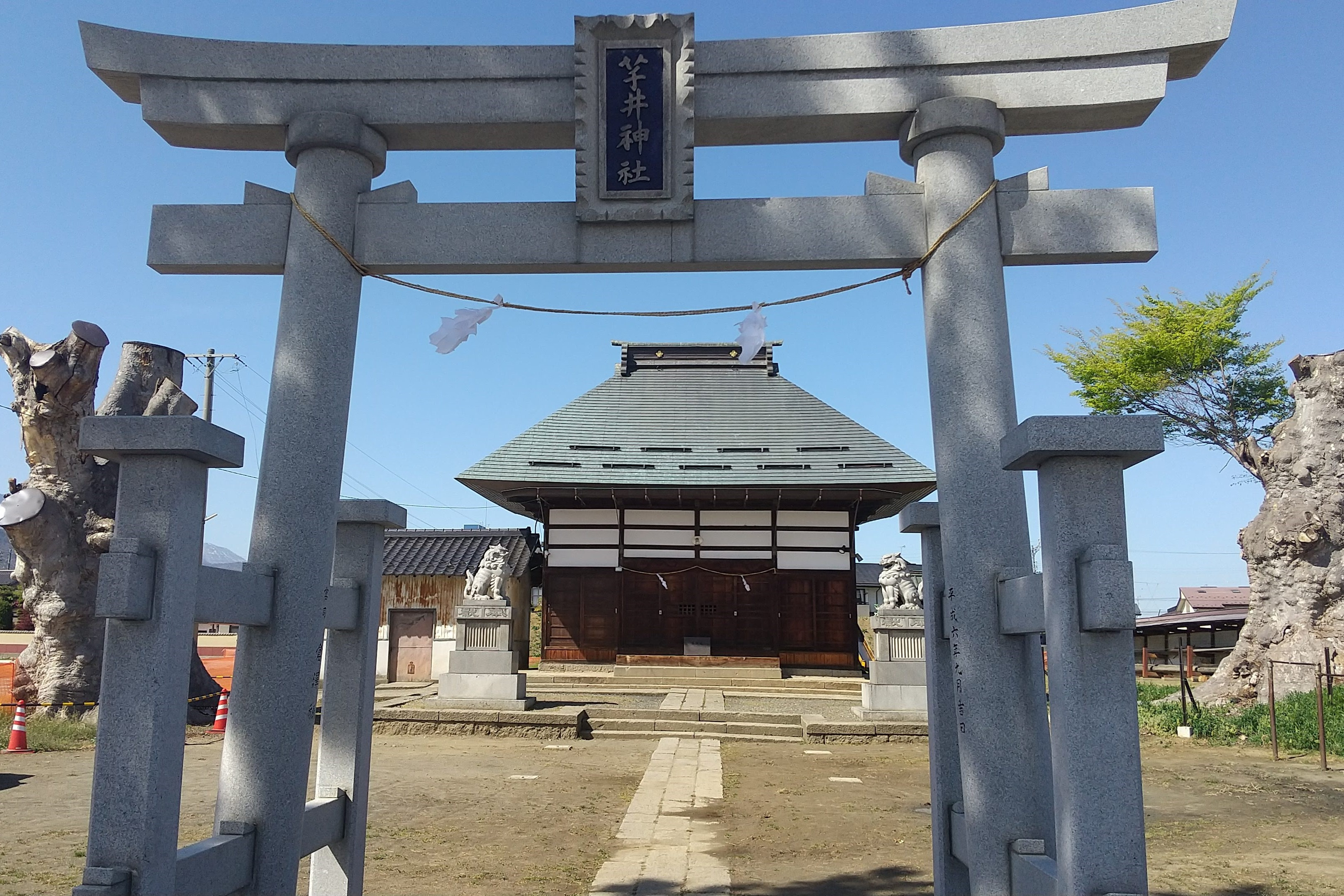
芋井神社

- Honda Cars 長野中央 本社・上高田店／Honda Cars 長野東 高田店
- ファミリーマート 長野上高田店
- 南向塚古墳
- 芋井神社 - 旧古牧村のうち旧南高田村の産土神[3]。
- いきなり!ステーキ 長野高田店
- トイザらス 長野高田店
- ブックオフ 長野高田店

#### 南高田
- MEGAドン・キホーテ 長野店 - 旧・長崎屋長野店
- カラオケバンバン 長野高田クラブ
- スーパースポーツゼビオ 長野南高田店
- 洋服の青山 長野南高田店
- ヤマダデンキ テックランド長野本店
- 長野市立緑ヶ丘小学校
- 伊勢社 (長野市南高田) - 昔は旧南高田村の芋井神社が産土神として崇敬されていたが、両村の間が離れすぎていて祭にも差し障りがあったので、当時名主持ちの神明社を村持ちにして下高田村の産土神とした[3]。毎年8月31日夜に風害をさけ、秋の豊作を祈願する「とうせんぼ祭り」が行われる。麦わらでつくった松明を奉納するもので、大正や昭和の初期には松明の数が100本余にのぼったという[4]。
- 西光寺 (長野市南高田) - 親鸞の命を受け、1235年（嘉禎元年）10月高田山崎に建立。現本堂は1994年（平成6年）に改築[5]。
- 万行寺 - 創建は1709年（宝永6年）で、現本堂もその頃のものといわれ、西光寺から受領した。明治10年独立[6]

## 南高田
南高田（みなみたかだ）は、高田地区東部の地区。南高田一・二丁目がある（住居表示未施行）。郵便番号は381-0033。
町の南端を長野県道58号長野須坂インター線（エムウェーブ大通り）が東西に通過している。周囲は以下の大字・町丁と接する。

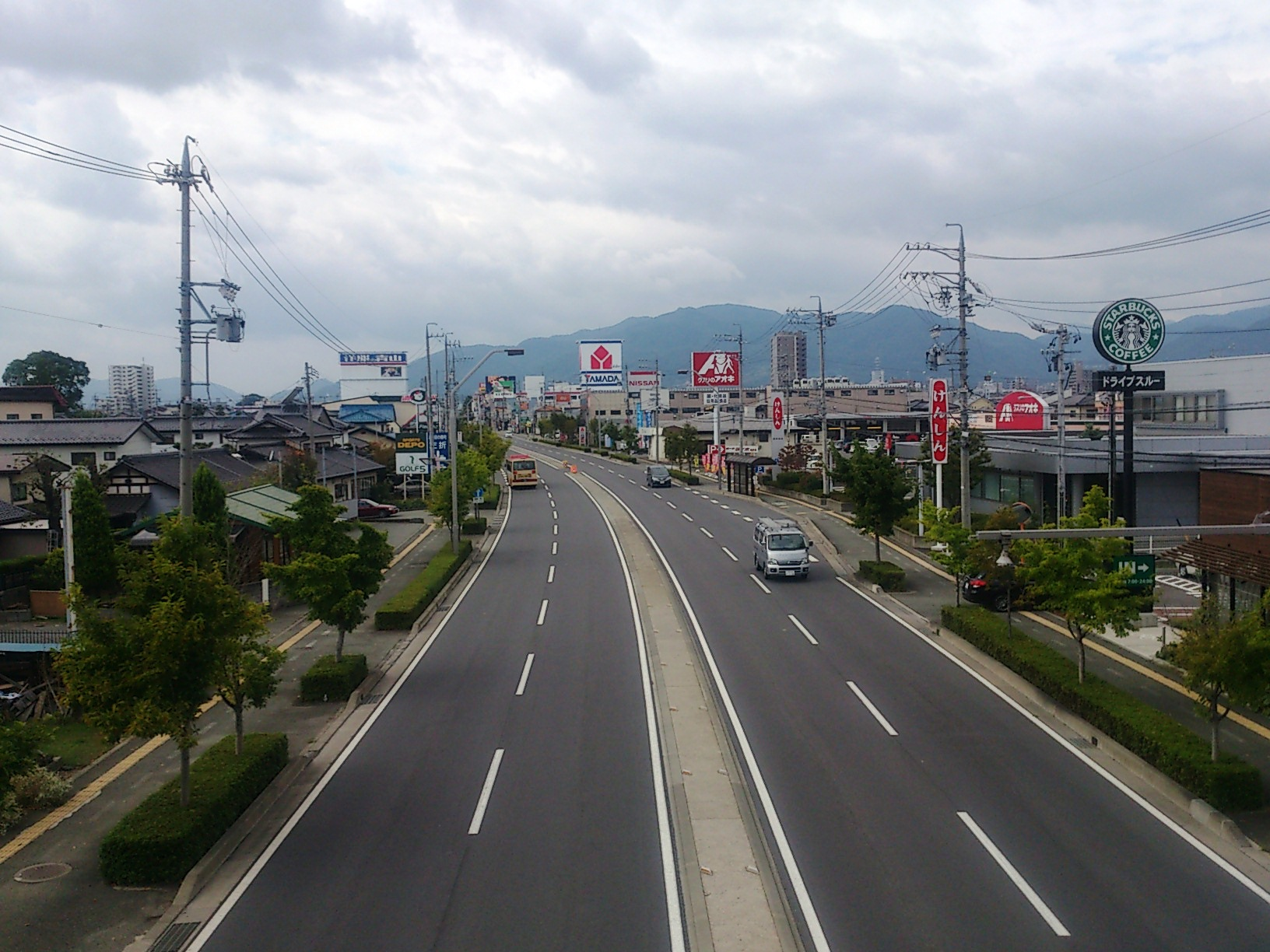
地区南端を走る県道58号長野須坂インター線。写真右側が南高田一丁目

地区全域が区画整理された住宅地である。

### 交通

#### 路線バス
長野県道58号長野須坂インター線（エムウェーブ大通り）を走る長電バスの以下の路線系統が利用できる。
- 長電バス
  - 82B 長野駅 - 屋島 - 綿内駅
  - 82 長野駅 - 屋島 - 須坂駅

### 施設

#### 南高田一丁目
- 長野県信用組合 長野支店

#### 南高田二丁目

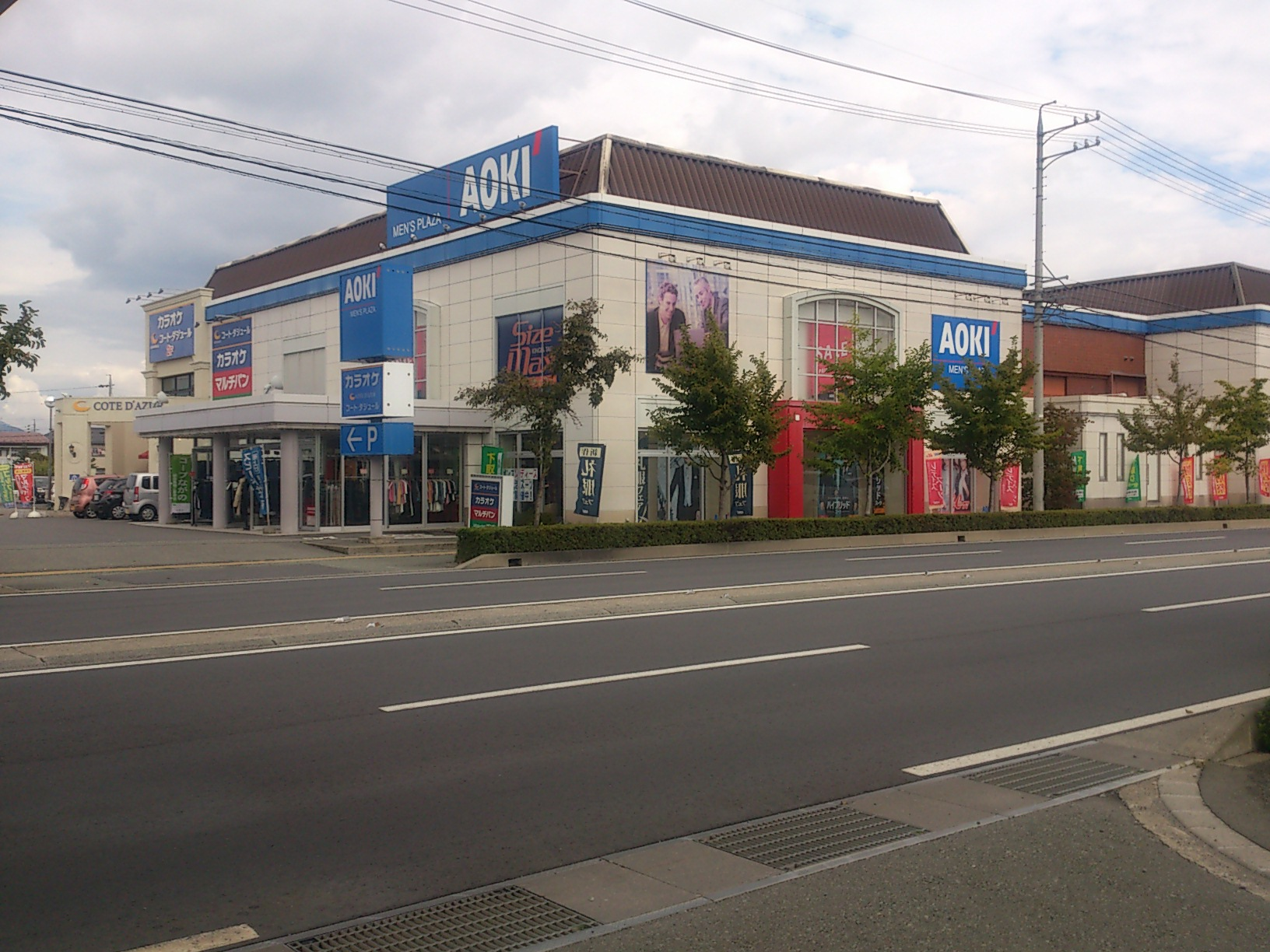
開店当時は日本最大の売り場面積だったアオキ長野南高田店

- AOKI 長野南高田店 - 長野市はAOKIの発祥の地であり、同店は1982年（昭和57年）の開店当時、紳士服専門店の売り場面積が日本最大だった
- 長野市立三陽中学校 - 正確には同校の敷地のみ大字高田に属する